# Хочу знать
«Хочу знать» с Михаилом Ширвиндтом (первоначальное название — «Хочу всё знать») — развлекательно-познавательный телепроект «Первого канала», главным основным ведущим которого был Михаил Ширвиндт; Александр Ширвиндт и Михаил Державин вдвоём провели ряд последних выпусков программы, ссылаясь на занятость основного ведущего. Программа выходила с 13 января 2007 по 1 марта 2013 года преимущественно по будням днём. С 2010 по 2012 год также использовалась, чтобы заполнить паузу в телечасе эфира перед началом нового телевизионного дня или же телеканала «Доброе утро».

## О программе
Идея познавательной программы возникла у Михаила Ширвиндта ещё во время выхода его первого телевизионного проекта «Дог-шоу». Изначально планировалось, что она будет запущена в эфир «Первого канала» в телесезоне 2005/2006 годов (после закрытия «Дог-шоу») под названием «По заявкам», но впоследствии от этого заголовка и этих планов отказались.
Название передачи отсылает к советскому детскому научно-популярному киножурналу «Хочу всё знать», но сделана она совершенно иначе. Автор программы Михаил Ширвиндт в компании с различными животными (в основном, с крысами и морскими свинками), выступающими в роли Хозе (Хочу Знать), зачитывает вопросы из присланных писем, после чего даёт краткий комментарий к вопросу, а затем отправляется в поисках ответов на них во всяческие уголки планеты.
Первые четыре выпуска программы выходили под уже известным старшему поколению названием «Хочу всё знать», однако далее последовало судебное разбирательство, в результате которого слово «всё» убрали из заглавия.
С начала 2011 года в съемках передачи кроме морских свинок стали участвовать собаки (взрослая, щенок) и орангутан. Затем появился шимпанзе. В начале 2012 года к ним добавился ещё и слон. В одном из сюжетов в роли Хозе выступил оказавшийся на месте съёмок котёнок. В июле 2012 года эту функцию возложили на медвежонка.

## Ведущие
С мая 2010 года, в более поздних выпусках передачи, помимо основного ведущего, на вопросы зрителей стали часто отвечать другие известные стране люди. Среди них — Юлия Панкратова, Дмитрий Дибров, Дмитрий Борисов, Александр Олешко, Александр Васильев, Алексей Кортнев, Александр Ф. Скляр, Борис Бурда, Леонид Якубович, Костя Цзю, Яна Чурикова, Игорь Золотовицкий, Виктор Гусев, Максим Покровский, Татьяна Герасимова, Максим Виторган, Сергей Колесников, Александр Гордон, Ольга Шелест, Сергей Минаев, Евгений Маргулис, Марк Тишман, Юлия Пожидаева, Валдис Пельш, Алексей Ягудин, Алиса Гребенщикова и другие. Идея такого обновления программы высказывалась Ширвиндтом ещё в интервью за сентябрь 2009 года и обосновывалась усталостью основного ведущего от частоты своего появления на телеэкране.
9 и 11 января 2013 года в передачу были поочерёдно введены две постоянные рубрики: «Эксперт по выживанию» с Олегом Гегельским и «Классика» с Павлом Любимцевым, выходившие раз в неделю и просуществовавшие вплоть до закрытия программы.

## Закрытие
В июне 2012 года закадровых сотрудников программы оповестили, что «звёздные» ведущие отныне должны добираться до мест съёмок сюжетов на личном транспорте, не рассчитывая отныне на услуги водителей телекомпании «Живые новости». Значительная часть съёмочной команды «Хочу знать» стала обвинять Михаила Ширвиндта в излишней экономии больших денег и покинула передачу. Как итог, в сентябре 2012 года выход программы был приостановлен, но спустя четыре месяца снова возобновился.
С 4 марта 2013 года передача больше не присутствовала в сетке вещания «Первого канала», будучи заменённой на программу Дарьи Донцовой «Дёшево и сердито». Михаил Ширвиндт прокомментировал закрытие «Хочу знать» такими словами: «Просветительское телевидение в нашей стране не приветствуется. А идти на поводу у успеха, который приносит „желтуха“, мне неинтересно и не нужно».

## Награды
В 2010 и 2011 годах программа была номинирована на премию «ТЭФИ» в категории «Информационно-развлекательная программа», однако в обоих случаях победителем становилось шоу «Прожекторперисхилтон».